# Grafschriften in handschrift in Brugge
Grafschriften werden vooral in de zeventiende en de achttiende eeuwen ijverig opgetekend en in handschrift in verzamelingen beschreven. In Brugge lagen verschillende auteurs aan de basis van uitgebreide verzamelingen. Voor het opstellen van genealogieën waren ze een welgekomen hulp, aangezien de andere bronnen, met name de parochieboeken, niet altijd gemakkelijk consulteerbaar waren. 

## Het handschrift de Hooghe
Ignace-Michel de Hooghe, die hoofdzakelijk in Ieper woonde, was nochtans gehecht aan Brugge, waar zijn ouders begraven lagen. Hij begon aan het omvangrijke werk om in alle parochie- en kloosterkerken van deze stad de inventaris te maken van alle grafschriften die hij er vond. Niet alleen schreef hij de teksten over maar kopieerde ook de wapenschilden die erop waren afgebeeld. Deze gegevens schreef hij in het net over (of deed hij door een kopiist overschrijven) en inbinden.
Het werden in totaal vier boekdelen, die na zijn dood aan de familie toebehoorden. Ze kwamen uiteindelijk, althans drie ervan, terecht in het Rijksarchief, meer bepaald in het Brugse depot, onder de nummers E68/5, 6 en 7:
E68/5. Het eerste deel beschreef de grafschriften in de Sint-Donaaskathedraal en de Onze-Lieve-Vrouwekerk.
E68/6. Het tweede deel beschreef de grafschriften in de volgende kerken: Sint-Walburga, Sint-Gillis, Sint-Jacob, Sint-Anna, Sint-Catharina.
E68/7 Het vierde deel beschreef de vrouwenkloosters en -abdijen, de hospitalen en kapellen.
Het ontbrekende derde deel beschreef de mannenkloosters en -abdijen.

## Het handschrift de Hooghe/Van Larebeke
Handschrift 449: Het handschrift bekend onder de naam de Hooghe, wordt bewaard in de openbare bibliotheek van de stad Brugge onder het nummer 449 van de handschriftencatalogus. Het is digitaal consulteerbaar. Hoe het er terechtkwam staat in het artikel over Matthias van Larebeke beschreven. Het gaat om een handschrift dat eigenlijk de naam de Hooghe/Van Larebeke verdient.
Het bestaat uit de kopie door Van Larebeke van de vier boekdelen die door Ignace-Michel de Hooghe werden samengesteld, aangevuld met twee bijkomende delen. De verzameling bijeengebracht door de Hooghe eindigde immers kort voor zijn dood in 1715 en Van Larebeke kon er een volledige eeuw aan toevoegen. 
Hij gaf er de titel aan Versaemelinghe van alle de sepulturen, epithaphien, besetten, wapens ende blasoenen die gevonden worden in alle de kercken, kloosters, abdijen, capellen ende godshuysen binnen de stad van Brugge.
Het werk was aldus onderverdeeld:
- Delen 1 en 2: de Sint-Donaaskathedraal en de Onze-Lieve-Vrouwekerk.
- Deel 3: de kerken Sint-Salvator, Sint-Walburga, Sint-Gillis, Sint-Jacob, Sint-Anna en Sint-Catharina.
- Deel 4: de vrouwenkloosters en -abdijen, kapellen en godshuizen.
- Deel 5: aanvullingen bij de parochiekerken van Sint-Donaas, Onze-Lieve-Vrouw, Sint-Salvator, Sint-Jacob, Sint-Gillis, Sint-Anna, Sint-Walburga en Sint-Catharina.
- Deel 6: de mannenkloosters: augustijnen, predikheren, recollecten, kapucijnen, discalsen, karmelieten, de abdijen van de Duinen en Ten Eeckhoute.

Om tot dit afgewerkt geheel te komen, had van Larebeke een aantal kladversies gemaakt, vooral van de door hem toegevoegde grafschriften. Sommige van de door hem genoteerde grafschriften werden niet in de definitieve versie opgenomen. De kladversies worden (gedeeltelijk) bewaard in het archief van het Grootseminarie in Brugge, als volgt:
nr.S 92 met grafschriften bij de predikheren, het Sint-Janshospitaal, de Bogardenschool, de alexianen, het Sint-Juliaangesticht, de Sint-Godelieveabdij, de Sint-Annakerk, de Jeruzalemkerk, de discalsen, de karmelieten, de abdijkerk van Sint-Andries, de Duinenabdij en de kerk van Varsenare.
nr. S 93 met grafschriften bij de kapucijnen, de apostolinnen, het Sint-Niklaasgodshuis, de theresianen, de abdijen van Hemelsdale en Spermalie, de jacobinessen, de H. Bloedkapel, de zwartzusters, de kerken van Sint-Kruis en Sint-Pieters, de kapel van de meisjesschool in de Ezelstraat, de Eekhoutteabdij, de kerken van Blankenberge, Ettelgem, Moere, Sint-Pieterscapelle, het kerkhof rond de Sint-Walburgakerk.
nr. S 94 met grafschriften in de Onze-Lieve-Vrouwekerk, het Sint-Janshospitaal, de kerken Sint-Gillis, Sint-Salvator, Sint-Anna en Sint-Donaas, en grafschriften van leden van de families van Larebeke en van Hamme.

## Het handschrift Jean-Baptiste Donche
Jean-Baptiste Donche, gepensioneerd officier en ambteloos burger, werkte aan een grafschriftenverzameling tegen het einde van de achttiende eeuw.
Hij nam als basis de grafschriften van de Hooghe, aangevuld door Matthias van Larebeke, die hij kon raadplegen bij notaris Johannes de Gheldere. Hij realiseerde zelf verschillende bundels met grafschriften.
- Handschrift 606. Dit handschrift, zonder titel, beschreef de parochiekerken van Sint-Jacob, Sint-Gillis, Sint-Catharina en Sint-Anna. Sint-Walburgakerk ontbrak. Het was een kopie van het handschrift van Larebeke, volumes 3 en 5, uitgebreid tot 1802. Het werd door de stad Brugge aangekocht op de veiling Albert de Tavernier in 1929 in Antwerpen. Op deze veiling werd de bibliotheek van iemand van de familie Coppieters-Stochove geveild, waarvan de handschriften Donche waarschijnlijk deel uitmaakten.
- Handschrift 607. Dit handschrift droeg als titel Versaemelinge van alle de sepulturen, epitaphen, besetten, waepens ende blasonen, de welke bevonden worden in ale de kerken, cloosters, abdyen, capellen ende godshuysen binnen de stad van Brugge, bijeen vergadert 't sedert den jaere 1698 tot den jaere 1796, epoque van hun vernielinge. Het beschreef hoofdzakelijk grafschriften uit Brugse mannenkloosters en -abdijen en ging terug op volume 6 van het handschrift Van Larebeke, met aanvullingen tot 1796. Ook dit handschrift werd in 1929 door de stad Brugge aangekocht op de veiling De Tavernier in Antwerpen.
- Handschrift 691. Dit handschrift, in twee delen, draagt als titel voor het deel 2, Versaemelinge van alle de sepulturen, epitaphien, besetten, waepens ende blasoenen die voortijds gelegen hebben ende alsnog liggen in de kerke parochiale ende collegiale van St.-Salvators binnen Brugge. Bijeen vergaedert tot den jaere 1707 door d'heer Ignace de Hooghe (...). Vernieuwt ende gecontinueert daer bij gevoegt die van de (oude) kerkhoven tot den jaere 1802 door Joannes Baptista Donche (...). Het was een kopie van het deel over de Sint-Salvatorskerk in het handschrift Van Larebeke. Handschrift 691 werd verkocht op de veiling De Tavernier in Antwerpen in 1929, maar werd door de stad Brugge pas aangekocht op een veiling door het Brugse antiquariaat Cursief in Damme in 2001, waar het werd aangeboden uit de verzameling van priester en historicus Jozef Van den Heuvel (1922-2002).
- Handschrift geveild in 2011. Dit handschrift van 63 bladen, draagt als titel Versaemelinge van alle de sepulturen, epitaphien, bezetten, waepens ende blasonen die bevonden worden in alle de kerken, cloosters, abdijen, capellen ende godshuysen binnen de stad Brugge, bijeen vergadert door d'heer Ignace de Hooghe (...) ende vernieuwt ende gecontinueert ende ingebracht alle zercken die in wesen waeren op de kerkhoven tot het sluyten der kercken ten jaere 1798 door ... Behelsende de colegiale kerke van S. Salvators, de parochiale kerken van St Walburga, St Jacobs, Sr Gillis, St Catharina ende St Anna. Het ging hier om een eerste versie van wat, herwerkt, het handschrift 691 werd. Ondanks de vermelding van de andere parochiekerken, ging het enkel om het deel dat Sint-Salvatorskerk aanging. Het werd, zoals de andere, in 1929 door De Tavernier geveild, maar niet door de stad Brugge aangekocht. Het werd opnieuw geveild op 2 oktober 2011 door het antiquariaat Van de Wiele als lot 759, maar ook deze keer werd het niet door de stad Brugge aangekocht, die het als dubbel gebruik beoordeelde met handschrift 691.

## Het handschrift Pieter de Molo
Pieter de Molo (Brugge, 1746 - Gent, 1810) was kanunnik van de Brugse Sint-Donaaskathedraal. Naast andere werken wijdde hij ook een handschrift aan de grafschriften in de voormalige kathedraal.
Na zijn dood werd het handschrift eigendom van de ongehuwde Isabelle Stochove de Buytswalle (Brugge 1797-1869). Het kwam later terecht in de Brugse stadsbibliotheek en wordt er onder het nr. 595 bewaard, met als titel Geïllustreerde grafschriften- en blazoenenverzameling uit Sint-Donaas te Brugge en andere kerken of kapellen in Vlaanderen door M. Pierre de Molo. 
Het handschrift is gedigitaliseerd en is consulteerbaar op de webstek van de stadsbibliotheek.

## Andere handschriften
- De kopie van François Heye-Schoutheer

François Heye-Schouteer (Gent, 1785-1831) was stadssecretaris van Gent. Hij interesseerde zich voor de geschiedenis van Vlaanderen en had over dit onderwerp een uitgebreide bibliotheek die in 1833 geveild werd. Onder het nummer 162 van de catalogus kwam volgend grafschriftenhandschrift voor:
Extraits d'une collection manuscrite de toutes les épitaphes, mémoires, blasons, inscriptions, etc qui se trouvent dans les églises et couvents de la ville de Bruges recueillies par Jean de Gueldere , notaire au dit Bruges, ès années 1791 et 1792, en 6 vol. avec grand nombre d'armoiries, appartenant à Mr XXX à Bruges, 1814. Le fond de cette compilation provient d'un recueil fait de 1698 à 1707 par Ignace de Hooghe, renouvelé en 1789, copié par M. F. Heye. De Mr XXX was hoogstwaarschijnlijk Jozef Huys (zie Matthias van Larebeke). Het handschrift Hye werd aangekocht door de Koninklijke Bibliotheek in Brussel, waar het zich nog steeds bevindt.
- de grafschriften van Jean Lauwereyns de Roosendaele de Diepenheede

Jean-Baptiste Lauwereyns (Brugge 1752-1818) was de oudste zoon van schepen Charles Lauwereyns de Roosendaele de Diepenheede. Kanunnik Pieter de Molo schreef van hem dat hij een groot historicus, een groot diplomaticus, een uitstekend genealoog was, begiftigd met een ongelooflijk geheugen. Hij vermeldde van hem een hele reeks in handschrift gebleven werken, waaronder een genealogisch werk in 32 volumes. Lauwereyns volgde tekenlessen bij Jan Garemijn en was een bekwaam heraldicus. Eind twintigste eeuw bevond zich op het kasteel van Melle, bij de familie De Meester de Heyndonck, een Archief Verplancke de Diepenhede, met een verzameling grafschriften afkomstig van Jean Lauwereyns.  
- de grafschriften van Sint-Walburga door Jan Van Steelant

Onder het nr. 454 van de handschriften, bewaart de stadsbibliotheek Brugge een grafschriftenverzameling gewijd aan de Sint-Walburgakerk en daterende van 1732-1733.
De titel luidt Register van alle de sepulturen liggende binnen de parochiale kerke van Sinte Walburghe, binnen dezer stede van Brugge, mitsgaeders wat persoonen in ider plaetse begraeven syn, gemaeckt ten jaere 1732 ende 1733, door dheer Jan Van Steelant, kerkmeester ende ter voornoemde jaeren boekhouder der zelve kerke.
Het ging om de inventaris van de grafschriften in de oude Sint-Walburgakerk die in 1781 gesloopt werd. Het handschrift staat vol ingekleurde tekeningen van middeleeuwse en latere grafstenen, -gedenktekens en -kapellen van  Brugse families, van wie de leden vaak werden voorgesteld in volle wapenrusting. Het handschrift is digitaal raadpleegbaar.
- De grafschriften Schynckele de Ronshove

Bruno-François Schynkele de Ronshove (Brugge 1764-1816) was een Brugse bibliofiel. Zijn verzameling boeken en handschriften werd enkele maanden na zijn overlijden geveild door de Brugse drukker en boekhandelaar Emmanuel-Jacobus Teirlinck. Twee van de drie grafschriftenboeken die Schynkele bezat, gingen terug op het handschrift de Hooghe/van Larebeke.
- Nr. 11a was een kopie van de boekdelen 3 en 4 van het handschrift Van Larebeke: de Sint-Walburgakerk, de Sint-Gilliskerk, de Sint-Jacobskerk, de Sint-Annakerk en de Sint-Catharinakerk, alsook de vrouwenkloosters en -abdijen, de hospitalen en kapellen.
- nr. 11b was een kopie van boekdeel 6 uit het zelfde handschrift en bevatte de grafschriften in de Brugse mannenkloosters.

Marc Carlier acht het niet onmogelijk dat nr. 11a een vollediger versie kon zijn (met de Sint-Walburgakerk erbij) van handschrift 606 en nr. 11b van het handschrift 607. Beide zouden dus het werk kunnen geweest zijn van Jean-Baptiste Donche. Er zijn alvast nergens elders handschriften bekend die met deze zouden te identificeren zijn.
- De grafschriften Goethals

In 1848 werden twee grafschriftenverzamelingen geveild bij Ferdinand Verhulst in Gent. Het ging om twee getrouwe kopieën van delen uit het handschrift de Hooghe/Van Larebeke, zonder de illustraties, waarvoor nochtans de ruimte voorzien werd:
- Fonds Goethals 1658, kopie van het volume 4 met alle vrouwenkloosters en -abdijen;
- Fonds Goethals 1659, kopie van het volume 5 met de aanvullingen voor acht Brugse parochiekerken.

In beide volumes werd gerefereerd naar het handschrift de Hooghe/Van Larebeke. De bundels werden aangekocht door Felix Victor Goethals (Gent, 1799 - Brussel, 1872), bibliothecaris bij de Koninklijke Bibliotheek in Brussel, waaraan hij ze schonk. 